# Microraphe fiorii
Microraphe fiorii là một loài bướm đêm trong họ Noctuidae.